# 弗拉基米爾·德拉吉切維奇

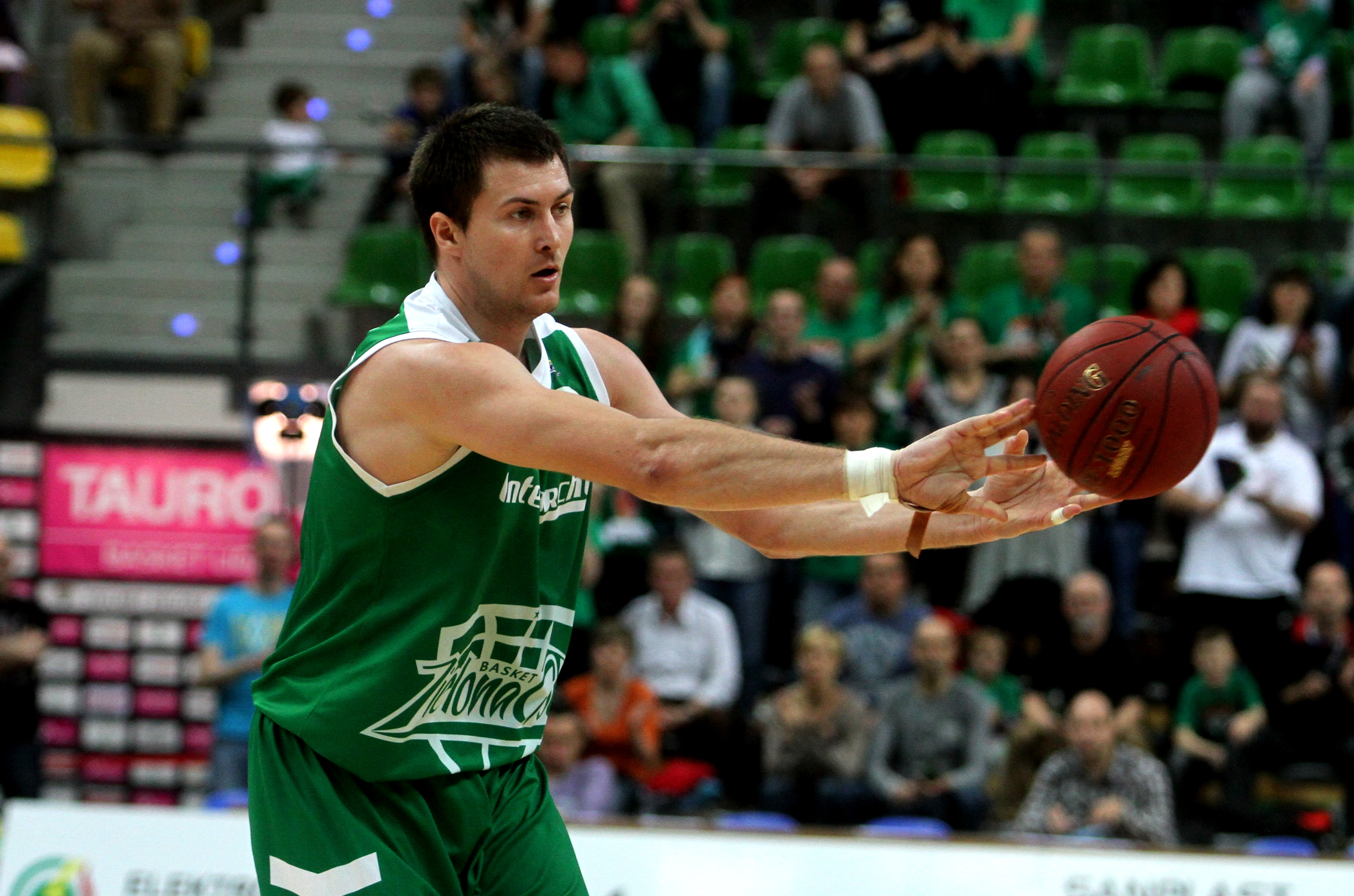
弗拉基米爾·德拉吉切維奇

弗拉基米爾·德拉吉切維奇（1986年5月30日—），黑山籃球運動員。他現在效力於土耳其球隊阪維特。他也代表黑山國家男子籃球隊參賽。